# Kloster Herz Jesu (Günzburg)

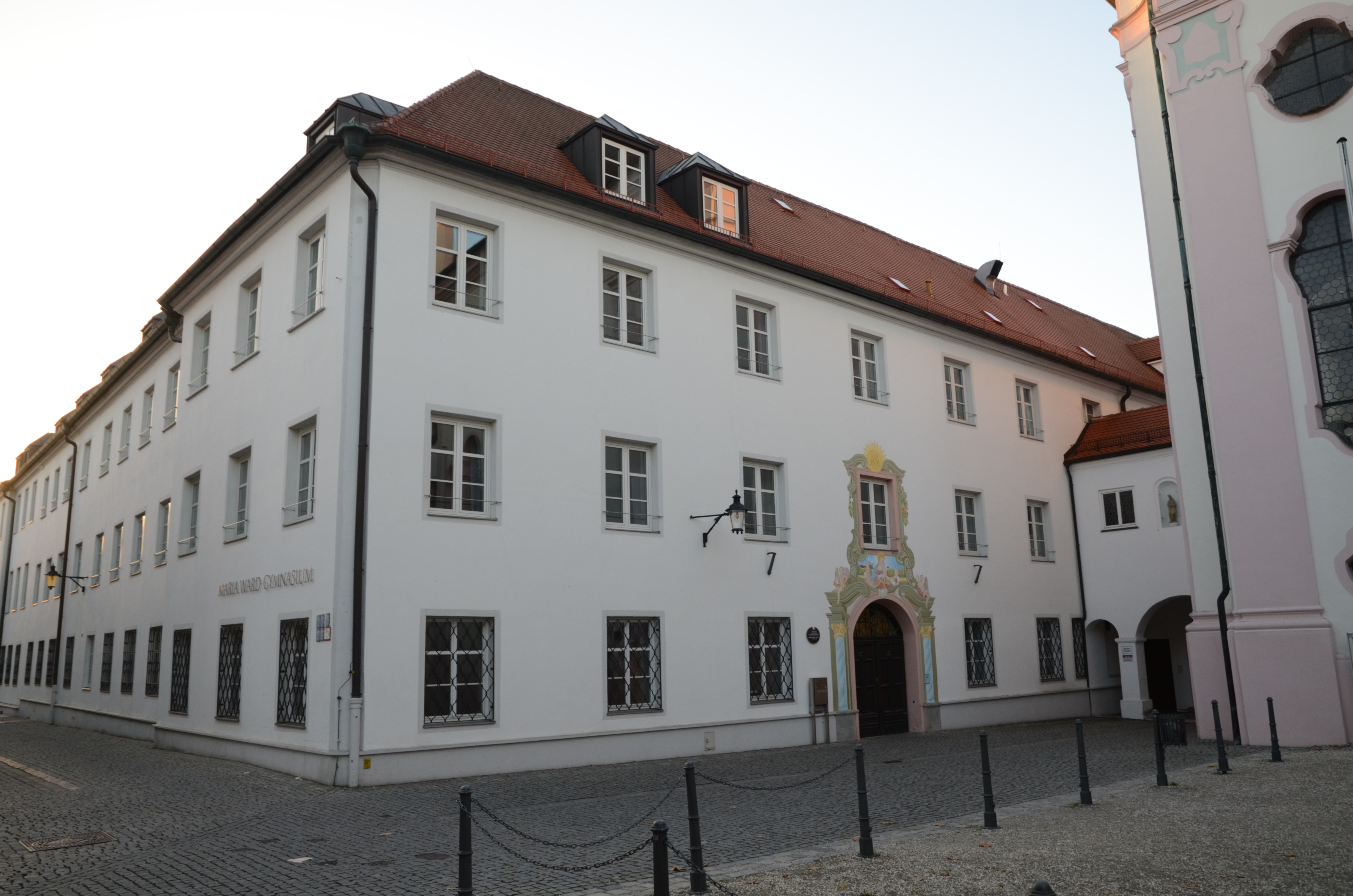
Günzburg, Frauenplatz 1

Das Kloster Herz Jesu ist ein Institut der Englischen Fräulein in Günzburg in Bayern in der Diözese Augsburg. Das heutige Gebäude war bis 1782 Sitz eines Franziskanerinnenklosters und wurde 1825 von den Englischen Fräulein übernommen.

## Geschichte
Das Institut der Englischen Fräulein wurde 1756 durch Frau von Bertognani im damals zur Markgrafschaft Burgau gehörenden Günzburg gegründet und widmete sich ganz dem Schuldienst und der Erziehung von Mädchen. 
Nach dem Frieden von Pressburg wurden Stadt und Kloster 1806 bayerisch. Eine Aufhebung im Zuge der Säkularisation erfolgte nicht, im Gegensatz zum Günzburger Männerkloster der Piaristen, die ebenfalls in der Erziehung und im Schuldienst wirkten. 1807 bis 1817 war jedoch die Aufnahme neuer Mitglieder untersagt. 
1825 übernahmen die Schwestern die Gebäude des 1433 durch Margarethe Böck und Margarethe Bader, beide Günzburger Bürgerstöchter, gegründeten und 1782 durch Kaiser Joseph II. aufgelösten Franziskanerinnenklosters am Frauenplatz. 
Die Schwestern betrieben bis 1983 das Maria-Ward-Gymnasium und die Maria-Ward-Realschule in Günzburg.